# AeroUnion
AeroUnion è una compagnia aerea cargo messicana con sede a Città del Messico mentre il suo hub principale è l'aeroporto Internazionale di Città del Messico.

## Storia
La compagnia aerea è stata fondata il 5 marzo 1998 e ha iniziato le operazioni nel luglio 2001. Nel novembre 2000, Aerounión ha chiesto al Dipartimento dei trasporti degli Stati Uniti l'autorizzazione per il trasporto di merci tra gli Stati Uniti e il Messico. I servizi a Los Angeles, in California, furono avviati il 21 gennaio 2006. L'11 marzo 2014, Avianca Holdings (NYSE: AVH) ha annunciato che la sua filiale Tampa Cargo, aveva firmato un accordo di acquisto per il 100% delle azioni senza diritto di voto e il 25% delle azioni con diritto di voto di Aero Transporte de Carga Unión.
Il 10 maggio 2020 Avianca Holdings ha annunciato di essere entrata in procedura fallimentare sotto il Capitolo 11 statunitense. L'annuncio è stato una delle conseguenze dirette della crisi causata dalla pandemia di COVID-19. In quanto società collegata, anche AeroUnion è stata interessata da questa misura.
Sotto la protezione della procedura, AeroUnion ha potuto continuare a volare e quindi anche a trasportare vaccini per la popolazione messicana e latinoamericana.
Il 2 novembre 2021, il tribunale distrettuale di New York ha approvato il piano di riorganizzazione. Ciò ha consentito alla società di iniziare l'uscita dalla procedura fallimentare, che si è conclusa a fine mese. Inoltre, all'inizio di dicembre 2021, la holding è stata rinominata Avianca Group International Ltd.

## Destinazioni
Al 2021, AeroUnion opera voli cargo tra Guatemala, Messico e Stati Uniti.

## Flotta

### Flotta attuale
A dicembre 2022 la flotta di AeroUnion è così composta:

### Flotta storica
AeroUnion operava in precedenza con i seguenti aeromobili:
- 7 Airbus A300B4-200F

## Incidenti
- Il 13 aprile 2010, un Airbus A300B4-200 operante il volo AeroUnion 302 da Città del Messico e diretto a Monterrey, si schiantò su un'autostrada mentre stava atterrando all'aeroporto Internazionale di Monterrey. I 5 membri dell'equipaggio e 2 persone a terra morirono, mentre l'aeromobile venne in seguito demolito.[9]